# Среднее (озеро, Мурманск)
Сре́днее — озеро естественного происхождения, расположенное в Ленинском округе в северной части города Мурманска.
Озеро Среднее имеет простую округлую структуру с максимальной глубиной (23,5 м) в центральной части водоема. Средняя глубина озера составляет 7,7 м. Площадь озера составляет 0,248 км². Площадь водосборного бассейна — 1,01 км². Берега озера песчано-каменистые, присутствует отчетливая литораль.
Озеро расположено на высоте 111 м над уровнем моря. Сток происходит по коллектору (в прошлом по ручью) в реку Росту. Рядом с озером располагаются озёра Семеновское, Малое, Большое и Питьевое. Озеро оборудовано грунтовой дамбой. Сток зарегулирован в целях предупреждения подтопления территорий города. С севера озеро огибает Верхне-Ростинское шоссе, с запада улица Старостина, с юга улица Мира. Юго-восточный берег застроен микрорайоном Восточный (Скальный). На берегах озера стоят дом престарелых и корпус школы № 49 (до 2010 года — школа № 52).

## Состав воды и донных отложений
По классификации О. А. Алекина (1970) воды озера Среднего относятся к гидрокарбонатному классу и кальциевой группе. Показатель pH воды озера равен 7,27. Уровень минерализации — 143 мг/л, что в 7 раз выше фоновой минерализации воды озёр Мурманской области. Прозрачность воды озера довольная большая — около 5 м, цветность, наоборот, низкая — 8 Pt°. Близость к восточной котельной Мурманской ТЭЦ, работающей на мазуте, и к мусоросжигательному заводу сказывается на повышенных концентрациях Fe, Mn, Sr, Pb, V, Ni, Sb и ряда других элементов в воде озера Среднего. Донные отложения озера к органосиликатному типу отложений с содержанием органического вещества 38,7 %. Среднее содержание кремнезема в отложениях озера составляют 42,3 % (SiO2), а глинозема (Al2O3) — 8,5 %. Согласно недавним исследованиям, в верхних слоях донных отложений озера Среднего выявлены повышенные концентрации ряда тяжелых металлов (V, Pb, Cd, Sb, Ni, Cu) и нефтяных углеводородов. Кроме того, в снеге городского озера в 2019 году были выявлены техногенные частицы сажи, летящей от котельной или ТЭЦ г. Мурманска. В составе этих частиц установлены концентрации Fe, V и Ni.

## Состав гидробионтов
Исследования состояния зоопланктона озера Среднего в 2018 году выявили 14 таксонов видового ранга: Rotatoria — 8, Cladocera — 3, Copepoda — 3. Доминирующую роль играли коловратка Keratella cochlearis и ветвистоусый рачок Bosmina obtusirostris. Общая численность видов зоопланктона составила 365,2 тыс. экз./м³, биомасса — 1,4 г/м³. В целом, по состоянию зоопланктона состояние озера Среднего оценивается как «умеренно-загрязненное». По данным измерения содержания хлорофилла «a» в воде озера Среднего трофический статус водоема был установлен, как α-олиготрофный. В зообентосе озера в литоральной зоне доминировали хирономиды Orthocladiinae и олигохеты, суммарная доля которых составляла ˃80 % численности и биомассы, а в глубоководной зоне зообентос был представлен мезотрофными хирономидами Monodiamesa bathyphila Kieffer, 1918 и Chironomus sp. Отмечается, что раньше в озере водились сиги. Исследования 2020 года не выявили какой-либо рыбы в воде городского озера.

## Рекреация
Озеро Среднее активно используется местными жителями и гостями города Мурманска в рекреационных целях. В первую очередь в качестве отдыха на берегу и объекта для купания. На озере планируется обустроить зону массового отдыха горожан На юго-восточных берегах озера ведётся строительство малоэтажного микрорайона Озёрный. В 2008 году на озере проводились праздничные соревнования «Лыжня зовёт-2008».

## Внимание со стороны СМИ и общественных организаций
Загрязненность озера Среднего постоянно оказывается в поле зрения местных СМИ. Неравнодушные граждане регулярно проводят субботники с целью очистки берегов озера от бытового мусора.

## Исследования городского озера
С 2018 года ученые Института проблем промышленной экологии Севера Кольского научного центра РАН ведут исследования озера Семеновского вместе с некоторыми другими водоёмами города Мурманска и других урбанизированных районов Мурманской области. С 2019 года работы ученых поддерживаются грантом Российского научного фонда. Проект носит название «Экологическая оценка и прогноз устойчивого функционирования водных экосистем урбанизированных территорий в Арктической зоне» (руководитель — старший научный сотрудник З. И. Слуковский).

## Галерея

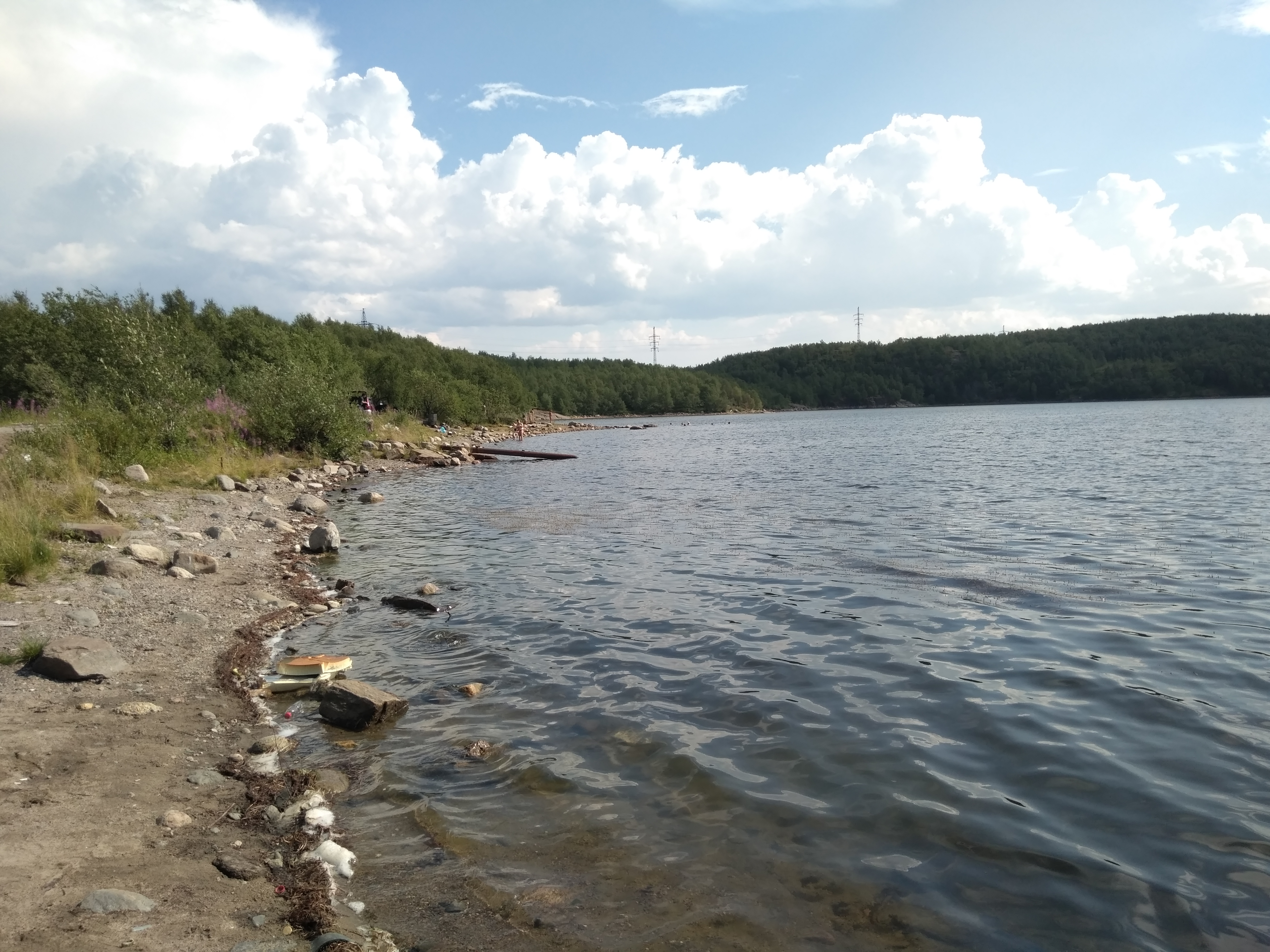
озеро Среднее (2018 год)

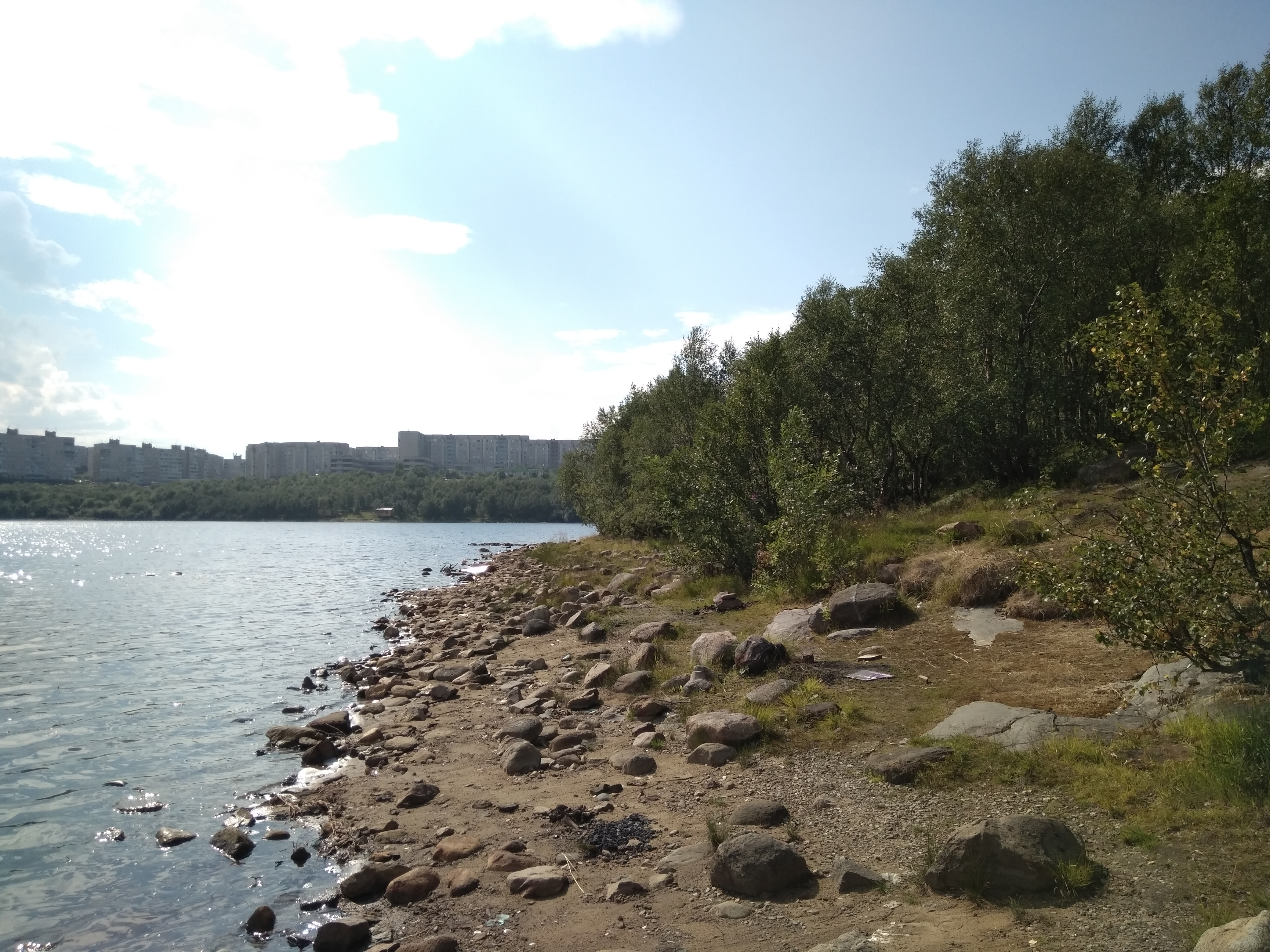
озеро Среднее (2018 год)_2